# Atletiek op de Olympische Zomerspelen 2012 – Hink-stap-springen mannen
Het hink-stap-springen voor mannen op de Olympische Zomerspelen 2012 in Londen vond plaats op 7 augustus, kwalificaties, en 9 augustus 2012, finale. Regerend olympisch kampioen was Nelson Évora uit Portugal, die bij deze spelen niet meedeed aan dit onderdeel. Hierdoor won de Amerikaan Christian Taylor voor de andere Amerikaan Will Claye goud. Fabrizio Donato werd derde met 17,48 m.

## Records
Voorafgaand aan het toernooi waren dit het wereldrecord en het olympisch record.
| Wereldrecord     | Jonathan Edwards | 18,29 m | Göteborg | 7 augustus 1995 |
| Olympisch record | Kenny Harrison   | 18,09 m | Atlanta  | 27 juli 1996    |

## Uitslagen
Een springer was direct gekwalificeerd bij een sprong verder dan 17 meter en 10 centimeter. Anders moest een springer bij de beste twaalf van de kwalificatie eindigen om naar de finale door te dringen.

### Kwalificatie
| Rang | Groep | Naam                    | Land | Nr. 1 | Nr. 2 | Nr. 3 | Resultaat | Opmerkingen |
| ---- | ----- | ----------------------- | ---- | ----- | ----- | ----- | --------- | ----------- |
| 1    | B     | Christian Taylor        | USA  | 17,21 | -     | -     | 17,21     | Q           |
| 2    | B     | Leevan Sands            | BAH  | 17,17 | -     | -     | 17,17     | Q           |
| 3    | A     | Benjamin Compaoré       | FRA  | 16,82 | 17,06 | -     | 17,06     | q           |
| 4    | A     | Daniele Greco           | ITA  | 17,00 | -     | -     | 17,00     | q           |
| 5    | B     | Dong Bin                | CHN  | X     | 16,94 | -     | 16,94     | q           |
| 6    | A     | Lyukman Adams           | RUS  | 16,67 | X     | 16,88 | 16,88     | q           |
| 7    | A     | Will Claye              | USA  | 16,56 | 16,44 | 16,87 | 16,87     | q           |
| 8    | B     | Fabrizio Donato         | ITA  | 16,86 | -     | -     | 16,86     | q           |
| 9    | A     | Tosin Oke               | NGR  | 16,59 | 16,83 | X     | 16,83     | q           |
| 10   | A     | Samyr Laine             | HAI  | 16,14 | 16,81 | X     | 16,81     | q           |
| 11   | B     | Alexis Copello          | CUB  | X     | 16,70 | 16,79 | 16,79     | q           |
| 12   | A     | Dzmitry Platnitski      | BLR  | X     | 15,66 | 16,62 | 16,62     | q           |
| 13   | B     | Sheryf El-Sheryf        | UKR  | 16,60 | 14,83 | X     | 16,60     |             |
| 14   | A     | Phillips Idowu          | GBR  | 16,47 | X     | 16,53 | 16,53     |             |
| 15   | B     | Issam Nima              | ALG  | 15,21 | X     | 16,50 | 16,50     |             |
| 16   | A     | Arnie David Girat       | CUB  | 15,74 | 16,42 | 16,45 | 16,45     |             |
| 17   | B     | Henry Frayne            | AUS  | 16,25 | 16,35 | 16,40 | 16,40     |             |
| 18   | B     | Muhammad Halim          | ISV  | 15,54 | 16,39 | 15,31 | 16,39     |             |
| 19   | A     | Yevgeniy Ektov          | KAZ  | X     | 16,31 | X     | 16,31     |             |
| 20   | A     | Cao Shuo                | CHN  | 16,11 | 16,26 | 16,27 | 16,27     |             |
| 21   | B     | Roman Valiyev           | KAZ  | X     | X     | 16,23 | 16,23     |             |
| 22   | B     | Kim Deok-Hyeon          | KOR  | 15,35 | X     | 16,22 | 16,22     |             |
| 23   | B     | Yoandris Betanzos       | CUB  | 14,84 | 16,22 | X     | 16,22     |             |
| 24   | B     | Mohamed Abbas Darwish   | UAE  | X     | 16,06 | 15,93 | 16,06     |             |
| 25   | A     | José Adrián Sornoza     | ECU  | 15,61 | 16,04 | X     | 16,04     |             |
| 26   | B     | Jonathan Henrique Silva | BRA  | 15,59 | X     | X     | 15,59     |             |
|      | A     | Renjith Maheshwary      | IND  | X     | X     | X     | NM        |             |

### Finale
| Rang   | Naam               | Land | Nr. 1 | Nr. 2 | Nr. 3 | Nr. 4 | Nr. 5 | Nr. 6 | Resultaat | Opmerkingen |
| ------ | ------------------ | ---- | ----- | ----- | ----- | ----- | ----- | ----- | --------- | ----------- |
| Goud   | Christian Taylor   | USA  | X     | X     | 17,15 | 17,81 | 17,55 | X     | 17,81     | WL, SB      |
| Zilver | Will Claye         | USA  | X     | 17,54 | 17,43 | 17,62 | 17,25 | 16,66 | 17,62     |             |
| Brons  | Fabrizio Donato    | ITA  | 17,38 | 17,44 | 17,45 | 17,48 | –     | X     | 17,48     |             |
| 4      | Daniele Greco      | ITA  | 16,90 | 17,34 | X     | X     | –     | 16,92 | 17,34     |             |
| 5      | Leevan Sands       | BAH  | X     | 17,19 | 17,12 | X     | –     | –     | 17,19     |             |
| 6      | Benjamin Compaoré  | FRA  | 15,53 | 17,08 | 14,16 | 16,27 | 13,68 | X     | 17,08     |             |
| 7      | Tosin Oke          | NGR  | X     | 16,91 | 16,95 | X     | X     | X     | 16,95     |             |
| 8      | Alexis Copello     | CUB  | 16,92 | X     | X     | 14,75 | X     | 16,68 | 16,92     |             |
| 9      | Lyukman Adams      | RUS  | 16,78 | X     | X     |       |       |       | 16,78     |             |
| 10     | Dong Bin           | CHN  | 16,75 | X     | X     |       |       |       | 16,75     |             |
| 11     | Samyr Laine        | HAI  | X     | 16,65 | 16,59 |       |       |       | 16,65     |             |
| 12     | Dzmitry Platnitski | BLR  | 16,08 | X     | 16,19 |       |       |       | 16,19     |             |